# Pasching
Pasching är en ort och kommun  i Österrike. Den ligger i distriktet Linz-Land i förbundslandet Oberösterreich, 160 kilometer väster om huvudstaden Wien. 
Kommunen består av fem orter (Ortschaften) (inom parentes invånarantal 1 januari 2024):
- Aistental (3)
- Langholzfeld (3 592)
- Pasching (2 671)
- Thurnharting (489)
- Wagram (963)